# Antiblemma luna
Antiblemma luna là một loài bướm đêm trong họ Erebidae.